# Eduardo de la Torre Jaramillo
Eduardo Sergio De la Torre Jaramillo (Xalapa, Veracruz de Ignacio de la Llave, 27 de febrero de 1968) es un político mexicano, exmiembro del Partido Acción Nacional, exmilitante del Partido Alternativa Socialdemócrata y Campesina, partido por el cual fue elegido diputado federal.

## Biografía
Es licenciado en Derecho y en Sociología, ambas por la Universidad Veracruzana Diplomado en Inteligencia Artificial y Derecho en la Universidad Católica de Chile; tres especialidades en Ciencia Política (Universidad de Salamanca, España), En Cultura de la Legalidad (FLACSO-México)  e Inteligencia Artificial y Derecho (Universidad de Buenos Aires). Cuenta con tres maestrías en Teorías Críticas del Derecho y la Democracia en Iberoamérica por la Universidad Internacional de Andalucía; en Gobierno y Administración Pública por el Instituto Universitario Ortega y Gasset,  y Ciencias Políticas en el Centro Latinoamericano de Estudios Superiores; en noviembre de 2019, se doctoró en Ciencias Políticas, de la Administración y Relaciones Internacionales por la Universidad Complutense de Madrid. Doctorando en Derecho por el Centro de Estudios Carbonell en la Ciudad de México; posdoctorado en Pensamiento Complejo en Multiversidad Mundo Real Edgar Morin. En cargos gubernamentales se desempeñó como asesor en el Banco Nacional de Obras y Servicios Públicos (BANOBRAS), en la Procuraduría Federal del Consumidor y en la Secretaría de Gobernación.
Inició su trayectoria política como Coordinador General de la campaña de Ignacio Morales Lechuga a gobernador de Veracruz en 1999, mismo cargo que ocupó en la campaña de Elizabeth Calderón Contreras a gobernador de Tamaulipas, miembro del Partido de Centro Democrático, del que fue coordinador estatal y candidato a diputado federal en 2000 y posteriormente militó en el partido México Posible, del cual fue presidente estatal en Veracruz de 2002 a 2003 y cuando este partido desapareció, se unió a Alternativa Socialdemócrata y Campesina, partido del cual fungió como secretario de Medio Ambiente y Desarrollo Sustentable del Comité Ejecutivo Federado y por el que fue elegido diputado federal plurinominal a la LX Legislatura de 2006 a 2009, en la que ocupa el cargo de secretario de la mesa directiva.
El 8 de mayo de 2007 renunció como miembro de Alternativa y a su fracción parlamentaria, por conflictos con la dirigencia nacional.
En julio del 2014, renunció al Partido Acción Nacional, con carácter de irrevocable.
En el año del 2015, es pionero como Candidato Independiente a la Diputación Federal  del distrito de Xalapa Urbano; en el 2016 fue representante electoral ante el OPLE del candidato a Gobernador Independiente de Veracruz, Juan Bueno Torio.
Actualmente es director general de la Consultoría GLOCAL, realizando planes de desarrollo municipal en diversos municipios de la geografía veracruzana; así como también profesor en la Facultad de Derecho del sistema abierto y escolarizado de la Universidad Veracruzana. Fue profesor de asignatura en el Departamento de Ciencias Políticas y Administración Pública en la Universidad Iberoamericana ( Campus Santa Fe). Especialista en Derecho Electoral.
Actor del libro: Ensayos jurídicos contemporáneos. Una mirada interdisciplinaria del Derecho desde México. Editorial Académica Española, España. 144 páginas; en español e italiano